# Sambizanga
Sambizanga és un dels sis districtes urbans que conformen el municipi de Luanda, a la província de Luanda, la capital d'Angola. Té 14,5 quilòmetres quadrats i prop de 244.000 habitants. Limita a l'oest amb l'oceà Atlàntic, al nord amb el municipi de Cacuaco, a l'est amb el municipi de Cazenga i al sud amb els districtes de Rangel i Ingombota. És constituït per les comunes de Sambizanga, Bairro Operário i Ngola Kiluanje.

## Curiositats
Sambizanga és la seu del club de futbol Progresso Associação do Sambizanga de la Girabola.
Al districte hi ha el Mercado Roque Santeiro, el mercat més gran a l'aire lliure d'Àfrica.
Al desembre de 2007, el director de cinema Radical Ribeiro va començar a rodar una pel·lícula a Sambizanga. El 18 de desembre, la policia van confondre els actors de la pel·lícula de Ribeiro, que portaven armes de foc descarregades, amb autèntics criminals i van obrir foc contra ells, matant-ne dos. El ministre de l'Interior Roberto Leal Monteiro va dir: "No descansarem fins que la policia a tots els nivells s'adonin que són servidors públics".